# Harungana
Genre
Harungana est un genre de plantes à fleurs de la famille des Hypericaceae originaire d'Afrique tropicale, incluant Madagascar et l'île Maurice.

## Liste d'espèces
Selon The Plant List (1 août 2017) :
- Harungana lebruniana Spirlet
- Harungana madagascariensis Lam. ex Poir.
- Harungana montana Spirlet
- Harungana robynsii Spirlet

Selon Tropicos (1 août 2017) (Attention liste brute contenant possiblement des synonymes) :
- Harungana crenata Pers.
- Harungana madagascariensis Lam. ex Poir.
- Harungana mollusca Pers.
- Harungana montana Spirlet
- Harungana paniculata Pers.
- Harungana robynsii Spirlet